# ヘンリー・サマセット (第5代ボーフォート公)
第5代ボーフォート公爵ヘンリー・サマセット（英語: Henry Somerset, 5th Duke of Beaufort, KG、1744年10月16日 - 1803年10月11日）は、イギリスの貴族。
父が爵位を継承した1746年から自身が爵位を継承する1756年までウスター侯爵の儀礼称号で称された。

## 経歴
1744年10月16日、後に第4代ボーフォート公爵を継承するチャールズ・サマセットとその妻エリザベス（旧姓バークリー）の間の長男としてロンドン・ハノーヴァー広場に生まれる。1756年10月28日に父の死去により第5代ボーフォート公爵位を継承した。1762年までオックスフォード大学オリオル・カレッジで学んだ。1767年から1772年までフリーメイソンのイングランド・首位グランドロッジのグランドマスターを務めた。1768年から1770年まで シャーロット王妃の主馬頭を務めた。1771年からモンマスシャー知事、1787年からブレックノックシャー知事とレスターシャ―知事を務めた。1803年6月4日に保持者不在（Abeyant）だったボトトート男爵位を継承した。
1803年10月11日に死去した。

## 栄典

### 爵位
1756年10月28日に父の死去に伴って、以下の爵位を継承した。
- 第5代ボーフォート公爵(5th Duke of Beaufort)
（1682年12月2日の勅許状によるイングランド貴族爵位）
- 第7代ウスター侯爵(7th Marquess of Worcester)
（1642/3年3月2日の勅許状によるイングランド貴族爵位）
- 第11代ウスター伯爵(11th Earl of Worcester)
（1513/4年2月1日の勅許状によるイングランド貴族爵位）
- 第13代ハーバート男爵(13th Baron Herbert)
（1461年7月26日の議会召集令状によるイングランド貴族爵位[5]）

1803年6月4日の貴族院の裁定に伴って、以下の爵位の継承を確認された。
- 第5代ボトトート男爵(5th Baron Botetourt)
（1305年頃の議会召集令状によるイングランド貴族爵位[6]）

### 勲章
- 1786年6月2日、ガーター勲章ナイト（KG）[4]

## 家族
1766年にエドワード・ボスコーエンの娘エリザベスと結婚。彼女との間に9男4女を儲けた。
1. 長男ヘンリー・チャールズ・サマセット（英語版）（1766年 - 1835年） - 第6代ボーフォート公爵位を継承。政治家
2. 次男チャールズ・ヘンリー・サマセット（英語版）（1767年 - 1831年） - 政治家、陸軍軍人
3. 三男エドワード・ヘンリー・サマセット（1768年 - 1769年） - 早世
4. 四男ノーボーン・バークリー・ヘンリー・サマセット（1771年 - 1838年）
5. 長女エリザベス・サマセット（1773年 - 1836年） - チャールズ・タルボット（英語版）と結婚
6. 次女フランセス・エリザベス・サマセット（1774年 - 1841年）
7. 三女ハリエット・イザベラ・エリザベス・サマセット（1775年 - 1855年） - ヒュー・ヘンリー・ミッチェル（英語版）と結婚
8. 五男ロバート・エドワード・ヘンリー・サマセット（英語版）（1776年 - 1842年） - 陸軍軍人
9. 六男アーサー・ジョン・ヘンリー・サマセット（英語版）（1780年 - 1816年） - 政治家
10. 七男ウィリアム・ジョージ・ヘンリー・サマセット（1784年 - 1861年） - 国教会聖職者
11. 四女アン・エリザベス・サマセット（1786年 - 1803年）
12. 八男ジョン・トマス・ヘンリー・サマセット（1787年 - 1846年）
13. 九男フィッツロイ・ジェイムズ・ヘンリー・サマセット（1788年 - 1855年） - 初代ラグラン男爵に叙される。陸軍将校